# Resultados do Carnaval do Rio de Janeiro em 1974
Nesta página estão listados os resultados dos concursos de escolas de samba, blocos de enredo, frevos carnavalescos, ranchos carnavalescos e sociedades carnavalescas do carnaval do Rio de Janeiro do ano de 1974. Os desfiles foram realizados entre os dias 23 de fevereiro e 2 de março de 1974.
Acadêmicos do Salgueiro conquistou seu sexto título na elite do carnaval. O enredo "O Rei de França na Ilha da Assombração" foi desenvolvido por Joãosinho Trinta e Maria Augusta. Os dois carnavalescos foram campeões pela segunda vez no carnaval do Rio. O Salgueiro inovou ao apresentar um enredo onírico, misturando realidade e imaginação. Portela foi vice-campeã com um ponto de diferença para o Salgueiro. Não houve rebaixamento devido às dificuldades enfrentadas pelas escolas para se adaptar à nova avenida de desfile, mais estreita que a anterior.
União da Ilha do Governador venceu o Grupo 2, sendo promovida à primeira divisão junto com a vice-campeã, Unidos de Lucas. Unidos de Padre Miguel conquistou o título do Grupo 3, sendo promovida à segunda divisão junto com Foliões de Botafogo (vice-campeão), Caprichosos de Pilares (terceira colocada) e Acadêmicos do Engenho da Rainha (quarta colocada).
Vai Se Quiser, Bafo do Bode, Mocidade de Vicente de Carvalho, Coroado de Jacarepaguá e Bafo do Leão foram os campeões dos grupos de blocos de enredo. Lenhadores ganhou a disputa dos frevos. Decididos de Quintino foi o campeão dos ranchos. Tenentes do Diabo venceu o concurso das grandes sociedades.

## Escolas de samba

### Grupo 1
O desfile do Grupo 1 foi organizado pela Associação das Escolas de Samba do Estado da Guanabara (AESEG) e realizado entre as 19 horas do domingo, dia 24 de fevereiro de 1974, e as 9 horas e 50 minutos do dia seguinte. Devido às obras de construção do Metrô do Rio de Janeiro, a pista da Candelária foi desativada e o local de desfile foi transferido para a Avenida Presidente Antônio Carlos. Cada escola teve 80 minutos para se exibir. O desfile foi aberto por Beija-Flor e Unidos de São Carlos, respectivamente vice-campeã e campeã do Grupo 2 do ano anterior. A imprensa estimou que cerca de 120 mil pessoas acompanharam o evento.
| Ordem dos desfiles |
| 1. Beija-Flor 2. Unidos de São Carlos 3. Portela 4. Acadêmicos do Salgueiro 5. Unidos de Vila Isabel 6. Estação Primeira de Mangueira 7. Império Serrano 8. Imperatriz Leopoldinense 9. Mocidade Independente de Padre Miguel 10. Em Cima da Hora |

#### Quesitos e julgadores
As escolas foram avaliadas em dez quesitos com notas de um a dez.
| Quesito | Quesito                      | Julgador                  |
| ------- | ---------------------------- | ------------------------- |
|         | Bateria                      | Luciano Perrone           |
|         | Letra do Samba-Enredo        | Lêdo Ivo                  |
|         | Melodia do Samba-Enredo      | Arminda Villa-Lobos       |
|         | Harmonia                     | Eleazar de Carvalho       |
|         | Mestre-Sala e Porta-Bandeira | Quirino Campofiorito      |
|         | Evolução                     | Fernando de Azevedo Silva |
|         | Fantasias                    | Rubem Utrabo              |
|         | Enredo                       | Wilma Rodrigues Carvalho  |
|         | Comissão de Frente           | Marcos Flaskman           |
|         | Alegorias                    | Luiz Paulo Mamede         |

#### Classificação
Acadêmicos do Salgueiro foi o campeão, conquistando seu sexto título na elite do carnaval. O campeonato anterior da escola foi conquistado três anos antes, em 1971. O Salgueiro apresentou o enredo "O Rei de França na Ilha da Assombração", desenvolvido por Joãosinho Trinta e Maria Augusta. Os dois carnavalescos foram campeões pela segunda vez no carnaval do Rio. Pela primeira vez uma escola de samba apresentou um enredo onírico, misturando realidade e imaginação. Segundo a sinopse do enredo, a corte francesa planejava invadir o território onde se localiza o estado brasileiro do Maranhão e estabelecer no local um novo reino da França. O desfile retratou a imaginação de Luís XIII, com oito anos de idade, imaginando como seria este novo habitat. No delírio do pequeno rei, a sala de espelhos da Côrte Francesa se transformava em floresta, candelabros em palmeiras, e os nobres do salão em indígenas. No desfile, também foram abordadas lendas maranhenses que o próprio Joãosinho Trinta - natural do Maranhão - ouvia de sua babá quando era criança. As lendas foram tratadas no desfile como parte da imaginação fértil de Luís XIII.
Portela e Império Serrano obtiveram 93 pontos, um a menos que o campeão Salgueiro. O desempate, no quesito Bateria, deu à Portela o vice-campeonato. A escola homenageou o compositor Pixinguinha, falecido no ano anterior. Terceiro colocado, o Império Serrano realizou um desfile sobre a pernambucana Maria Júlia do Nascimento, conhecida como Dona Santa, e que durante dezesseis anos ostentou o título de Rainha do Maracatu Elefante, de Recife. Campeã do ano anterior, a Estação Primeira de Mangueira ficou em quarto lugar com um desfile sobre o folclore. Mocidade Independente de Padre Miguel se classificou em quinto lugar com um desfile sobre a Festa do Divino Espírito Santo. Imperatriz Leopoldinense foi a sexta colocada prestando um tributo ao compositor Silas de Oliveira, morto em 1972.
Sétima colocada, a Beija-Flor realizou um desfile em que projetava o que seria o Brasil no ano 2000. Em Cima da Hora ficou em oitavo lugar com uma apresentação sobre as religiões de origem africana. Com um desfile sobre as heroínas dos romances brasileiros, a Unidos de São Carlos se classificou em nono lugar. Última colocada, a Unidos de Vila Isabel retratou a festa dos índios Carajás. Devido às dificuldades enfrentadas pelas escolas para se adaptar à nova avenida de desfile, mais estreita que a anterior, o descenso foi cancelado e nenhuma escola foi rebaixada.
| Legenda: Desfile da Vitória |

| Col. | Escola                                | Enredo                                     | Carnavalesco(a)                         | Pontos | Desempate       |
| ---- | ------------------------------------- | ------------------------------------------ | --------------------------------------- | ------ | --------------- |
| 1    | Acadêmicos do Salgueiro               | O Rei de França na Ilha da Assombração     | Joãosinho Trinta e Maria Augusta        | 94     | -               |
| 2    | Portela                               | O Mundo Melhor de Pixinguinha              | Departamento Cultural e de Carnaval     | 93     | Bateria (9 pts) |
| 3    | Império Serrano                       | Dona Santa, Rainha do Maracatu             | Fernando Pinto                          | 93     | Bateria (8 pts) |
| 4    | Estação Primeira de Mangueira         | Mangueira em Tempo de Folclore             | Júlio Mattos                            | 92     | -               |
| 5    | Mocidade Independente de Padre Miguel | A Festa do Divino                          | Arlindo Rodrigues                       | 90     | -               |
| 6    | Imperatriz Leopoldinense              | Réquiem por Um Sambista, Silas de Oliveira | Departamento Cultural e de Carnaval     | 73     | -               |
| 7    | Beija-Flor                            | Brasil Ano 2000                            | Manuel Antônio Barroso e Rosa Magalhães | 72     | -               |
| 8    | Em Cima da Hora                       | Festa dos Deuses Afro-Brasileiros          | Roberto Rodrigues                       | 68     | -               |
| 9    | Unidos de São Carlos                  | Heroínas dos Romances Brasileiros          | José Coelho                             | 67     | Bateria (8 pts) |
| 10   | Unidos de Vila Isabel                 | Aruana-Açu                                 | Yarema Ostrower                         | 67     | Bateria (7 pts) |

### Grupo 2
O desfile do Grupo 2 foi organizado pela AESEG e realizado na Avenida Rio Branco, entre as 19 horas e 30 minutos do domingo, dia 24 de fevereiro de 1974, e as 8 horas e 30 minutos do dia seguinte. Cada escola teve 60 minutos para se exibir.
| Ordem dos desfiles |
| 1. Unidos da Vila Santa Tereza 2. Unidos de Bangu 3. Unidos do Cabuçu 4. Acadêmicos de Santa Cruz 5. São Clemente 6. União de Jacarepaguá 7. Unidos de Lucas 8. União da Ilha do Governador 9. Tupy de Brás de Pina 10. Paraíso do Tuiuti 11. Unidos da Tijuca 12. Lins Imperial 13. Império da Tijuca 14. Independentes de Cordovil 15. Unidos do Jacarezinho 16. Unidos da Ponte |

#### Quesitos e julgadores
As escolas foram avaliadas em dez quesitos.
| Quesito | Quesito                      | Julgador                                      |
| ------- | ---------------------------- | --------------------------------------------- |
|         | Bateria                      | Wilson das Neves (baterista)                  |
|         | Letra do Samba-Enredo        | Jorge Audi (jornalista)                       |
|         | Melodia do Samba-Enredo      | Luís Reis (compositor)                        |
|         | Harmonia                     | Armando Sousa Lima (músico)                   |
|         | Mestre-Sala e Porta-Bandeira | Antônio Correia (artista plástico)            |
|         | Evolução                     | Lafaiete Garijá (coreógrafo)                  |
|         | Fantasias                    | Joel de Carvalho (cenógrafo)                  |
|         | Enredo                       | Franco Portela (escritor)                     |
|         | Comissão de Frente           | Pernambuco de Oliveira (cenógrafo)            |
|         | Alegorias                    | Aureo Nonato (jornalista, poeta e compositor) |

#### Classificação
União da Ilha do Governador foi a campeã, conquistando sua promoção inédita à primeira divisão. Com um desfile em homenagem à Elizeth Cardoso, a Unidos de Lucas sagrou-se vice-campeã e também foi promovida ao Grupo 1. As duas agremiações empataram em pontos totais. A União conquistou o título por ter recebido nota maior no quesito de desempate, Mestre-Sala e Porta-Bandeira.
| Legenda: Promovidas ao Grupo 1 * Sem informação disponível |

| Col. | Escola                      | Enredo                                          | Carnavalesco(a)                       | Pontos | Desempate                    |
| ---- | --------------------------- | ----------------------------------------------- | ------------------------------------- | ------ | ---------------------------- |
| 1    | União da Ilha do Governador | Lendas e Festas das Yabás                       | Mário Barcelos                        | 95     | Mestre-Sala e Porta-Bandeira |
| 2    | Unidos de Lucas             | Mulata Maior                                    | Edson Machado                         | 95     | Mestre-Sala e Porta-Bandeira |
| 3    | Império da Tijuca           | Minas de Prata                                  | Luiz Tuminelli e Maria Helena Farelli | 89     | -                            |
| 4    | Unidos do Cabuçu            | Devaneios de Um Poeta                           | *                                     | 84     | -                            |
| 5    | Independentes de Cordovil   | Festas Tradicionais da Bahia                    | Julinho                               | 83     | -                            |
| 6    | Lins Imperial               | Cobra Norato                                    | José Félix Garcez Netto               | 83     | -                            |
| 7    | Tupy de Brás de Pina        | Essa Nega Fulô                                  | *                                     | 79     | -                            |
| 8    | Acadêmicos de Santa Cruz    | O Rouxinol da Canção Brasileira                 | Wilson Paixão                         | 76     | -                            |
| 9    | União de Jacarepaguá        | Bandeira Branca - Homenagem a Dalva de Oliveira | *                                     | 76     | -                            |
| 10   | Unidos do Jacarezinho       | Dú-dú Calunga, a Maravilhosa Arte Negra         | *                                     | 76     | -                            |
| 11   | São Clemente                | Sonhos Fascinantes de Um Jovem Adolescente      | Ivo da Rocha Gomes                    | 74     | -                            |
| 12   | Paraíso do Tuiuti           | Olimpíadas, Festa de Um Povo                    | *                                     | 74     | -                            |
| 13   | Unidos da Ponte             | Rio em Festa - Tradição e Folclore              | Júlio Mattos                          | 72     | -                            |
| 14   | Unidos de Bangu             | Rio, Pé de Moleque                              | John Rubens Ide                       | 68     | -                            |
| 15   | Unidos da Tijuca            | Petrópolis, Nossa Flor Serrana                  | *                                     | 61     | -                            |
| 16   | Unidos da Vila Santa Tereza | Primavera, Estação das Flores                   | Julinho                               | 61     | -                            |

### Grupo 3
O desfile do Grupo 3 foi organizado pela AESEG e realizado na Avenida Graça Aranha, entre as 20 horas do domingo, dia 24 de fevereiro de 1974, e as 8 horas do dia seguinte. Cada escola teve 50 minutos para se exibir.
| Ordem dos desfiles |
| 1. Arranco 2. Império de Campo Grande 3. Inferno Verde 4. Acadêmicos da Cidade de Deus 5. Unidos de Cosmos 6. Unidos de Padre Miguel 7. Unidos de Manguinhos 8. Unidos da Zona Sul 9. Grande Rio 10. Acadêmicos do Engenho da Rainha 11. Unidos do Uraiti 12. União de Vaz Lobo 13. Caprichosos de Pilares 14. Independentes do Zumbi 15. Unidos de Nilópolis 16. Império do Marangá 17. Foliões de Botafogo 18. Arrastão de Cascadura |

#### Quesitos e julgadores
As escolas foram avaliadas em dez quesitos.
| Quesito | Quesito                      | Julgador              |
| ------- | ---------------------------- | --------------------- |
|         | Bateria                      | Ivan Paulo da Silva   |
|         | Letra do Samba-Enredo        | Maria Giselda         |
|         | Melodia do Samba-Enredo      | Eclea Ribeiro         |
|         | Harmonia                     | Osvaldo Pereira Lira  |
|         | Mestre-Sala e Porta-Bandeira | Sônia Mamede          |
|         | Evolução                     | Jane Blauph           |
|         | Fantasias                    | Paulo Breves          |
|         | Enredo                       | Ricardo Alves da Cruz |
|         | Comissão de Frente           | Zuzu Angel            |
|         | Alegorias                    | Luis Santiago Alves   |

#### Classificação
Unidos de Padre Miguel foi a campeã, garantindo seu retorno à segunda divisão, de onde foi rebaixada no ano anterior. Foliões de Botafogo, Caprichosos de Pilares e Acadêmicos do Engenho da Rainha também foram promovidas ao Grupo 2. Unidos da Zona Sul atrasou o início de seu desfile, sendo desclassificada.
| Legenda: Promovidas ao Grupo 2 * Sem informação disponível |

| Col. | Escola                          | Enredo                                | Carnavalesco(a)   | Pontos |
| ---- | ------------------------------- | ------------------------------------- | ----------------- | ------ |
| 1    | Unidos de Padre Miguel          | Lampião, Cangaço e Nordeste           | Luiz Caetano      | 90     |
| 2    | Foliões de Botafogo             | Batismo do Gigante Adormecido         | *                 | 88     |
| 3    | Caprichosos de Pilares          | Adeus Praça Onze, Adeus               | *                 | 79     |
| 4    | Acadêmicos do Engenho da Rainha | Origem, Vida e Glória de Um Sambista  | *                 | 77     |
| 5    | Império do Marangá              | Primavera e Seus Encantos             | *                 | 75     |
| 6    | Unidos de Manguinhos            | Lendas e Florestas                    | Nilton Costa      | 69     |
| 7    | Arranco                         | Estrela Dalva                         | *                 | 69     |
| 8    | Arrastão de Cascadura           | Flamengo, Glória de Um Povo           | Robson Cavalcante | 68     |
| 9    | Independentes do Zumbi          | Mulher Rendeira                       | *                 | 64     |
| 10   | União de Vaz Lobo               | Rio - Festas de Janeiro a Janeiro     | *                 | 59     |
| 11   | Unidos de Cosmos                | Momo em Todos os Tempos               | *                 | 58     |
| 12   | Inferno Verde                   | Castro Alves, Vida e Glória           | *                 | 57     |
| 13   | Unidos do Uraiti                | José de Alencar, Vida, Glória e Obras | *                 | 56     |
| 14   | Grande Rio                      | Carnaval, Você Conhece Haroldo Lobo?  | *                 | 50     |
| 15   | Unidos de Nilópolis             | A Lenda de Caá - Café com Vida        | *                 | 47     |
| 16   | Império de Campo Grande         | Ao Mestre Ary com Carinho             | *                 | 44     |
| 17   | Acadêmicos da Cidade de Deus    | Girândola de Fantasias                | *                 | 33     |
| -    | Unidos da Zona Sul              | A Veneza Brasileira                   | *                 | 0      |

## Blocos de enredo
Os desfiles dos blocos de enredo foram organizados pela Federação dos Blocos Carnavalescos do Estado do Rio de Janeiro (FBCERJ).

### Grupo 1
O desfile do Grupo 1 foi realizado a partir noite do sábado, dia 23 de fevereiro de 1974, na Avenida Presidente Antônio Carlos. Marcado para as 19 horas, o desfile teve início apenas às 22 horas e 15 minutos, se estendendo até a manhã do dia seguinte.
Classificação
Vai Se Quiser foi campeão por três pontos de diferença para o vice, Canarinhos.
| Legenda: Desfile da Vitória |

| Col. | Bloco                               | Enredo                                     | Pontos |
| ---- | ----------------------------------- | ------------------------------------------ | ------ |
| 1    | Vai Se Quiser                       | Olé Muié Rendá                             | 65     |
| 2    | Canarinhos das Laranjeiras          | Dia de Obrigação                           | 62     |
| 3    | Unidos da Villa Rica                | O Mundo Encantado do Folclore Brasileiro   | 59     |
| 4    | Unidos do Cantagalo                 | Portela Através dos Tempos                 | 59     |
| 5    | Quem Fala de Nós Não Sabe o Que Diz | Salgueiro, Sua História e Suas Glórias     | 58     |
| 6    | Unidos do Cabral                    | Rainha Quiximbi                            | 55     |
| 7    | Mocidade de São Matheus             | Festa da Penha                             | 51     |
| 8    | Unidos da Vila Kennedy              | Mulata Deusa de Bronze                     | 51     |
| 9    | Flor da Mina do Andaraí             | Esplendor, Amor e Glória de Pildes Pereira | 50     |
| 10   | Cara de Boi                         | Ya Ya Bahia Meu Bem                        | 48     |
| 11   | Quem Quiser Pode Vir                | Rio Alegria e Cor                          | 45     |

### Grupo 2
Bafo do Bode foi o campeão, sendo promovido ao Grupo 1 junto com Bloco do Barriga e Leão de Iguaçu.
| Legenda: Promovidos ao Grupo 1 |

| Col. | Bloco                        | Enredo                                           | Pontos |
| ---- | ---------------------------- | ------------------------------------------------ | ------ |
| 1    | Bafo do Bode                 | Primavera em Ritmo de Samba                      | 64     |
| 2    | Bloco do Barriga             | Festa para Uma Rainha Negra                      | 61     |
| 3    | Leão de Iguaçu               | Lembrança de Noel Rosa                           | 58     |
| 4    | Namorar Eu Sei               | Exaltação ao Futebol Carioca                     | 57     |
| 5    | Rosa de Ouro                 | Iracema - Lenda do Ceará                         | 57     |
| 6    | Cacareco Unidos do Leblon    | Tradição do Folclore Brasileiro                  | 53     |
| 7    | Caprichosos de Bento Ribeiro | Beleza e Mistérios de Água de Menino             | 53     |
| 8    | Acadêmicos do Colégio        | Arte Maior - Glória ao Mestre Debret             | 50     |
| 9    | Amar É Viver                 | As Grandes Festas Tradicionais do Rio de Janeiro | 46     |
| 10   | Unidos de São Cristóvão      | Saluba Bahia                                     | 43     |
| 11   | Mocidade Unida do Tinguá     | Bahia, Sua Festa e Tradição                      | 42     |
| 12   | Embalo do Morro do Urubu     | A Rainha do Candomblé - Menininha do Gantois     | 42     |
| 13   | Cometas do Bispo             | Rio, Carnaval de Ontem e Hoje                    | 41     |
| 14   | Rouxinol do Grotão da Penha  | Eram Amores de Carnavais, Carnavais de Amores    | 40     |
| 15   | Deixa Comigo                 | Folia em Três Tons                               | 32     |
| 16   | Alegria de Copacabana        | Carnaval Carnaval Alegria                        | 30     |

### Grupo 3
Mocidade de Vicente de Carvalho foi o campeão, sendo promovido ao Grupo 2 junto com Império da Gávea, Mocidade Independente de Inhaúma, Boi da Freguesia da Ilha do Governador e Independente da Barão. Não Tem Mosquito não se apresentou.
| Legenda: Promovidos ao Grupo 2 |

| Col. | Bloco                                  | Enredo                      | Pontos |
| ---- | -------------------------------------- | --------------------------- | ------ |
| 1    | Mocidade de Vicente de Carvalho        | Festa na Senzala            | 60     |
| 2    | Império da Gávea                       | Postais da Bahia            | 57     |
| 3    | Mocidade Independente de Inhaúma       | Rio Sol e Alegria           | 56     |
| 4    | Boi da Freguesia da Ilha do Governador | Nossos Tempos de Criança    | 48     |
| 5    | Independente da Barão                  | Jubileu de Prata de Maringá | 44     |
| 6    | Embaixadores da Paulo Ramos            | Gente que É Gente           | 37     |
| 7    | Boêmios do Andaraí                     | Praça Onze Querida          | 35     |
| 8    | Os Brasinhas                           | Amazonas, o Inferno Verde   | 35     |
| 9    | Unidos do Parque Felicidade            | História de Santos Dumont   | 35     |
| 10   | Batutas de Cordovil                    | Ganga Zumba, Rei dos Reis   | 34     |
| 11   | Dragões de Irajá                       | Primavera, Verão e Carnaval | 33     |
| 12   | Diplomatas de Anchieta                 | Praia, Esporte e Alegria    | 33     |
| 13   | Infantes da Piedade                    | O Guarany, a Ópera Imortal  | 33     |
| 14   | Sentinelas de Pilares                  | Epopéia dos Deuses          | 29     |
| 15   | Brinca Quem Pode de Santa Tereza       | Ceará, Sua Terra, Sua Gente | 25     |
| 16   | Não Tem Mosquito                       | Bahia, Terra dos Orixás     | 0      |

### Grupo 4
Coroado de Jacarepaguá foi o campeão, sendo promovido ao Grupo 3 junto com Baba de Quiabo, Gavião do Brasil Novo, Caprichosos de Bento Ribeiro e Mocidade do Camaré. Sufoco de Olaria, Suspiro da Cobra, Unidos de Barros Filho, Gigantes de Bonsucesso e Baixada do Sapo não desfilaram, sendo rebaixados para o Grupo 5.
| Legenda: Promovidos ao Grupo 3 Rebaixados para o Grupo 5 * Sem informação disponível |

| Col. | Bloco                        | Enredo                                 | Pontos |
| ---- | ---------------------------- | -------------------------------------- | ------ |
| 1    | Coroado de Jacarepaguá       | Sonhos Fascinantes                     | 62     |
| 2    | Baba de Quiabo               | Seis Deuses Nagôs e Festa na Bahia     | 61     |
| 3    | Gavião do Brasil Novo        | Danças e Lendas do Folclore Brasileiro | 53     |
| 4    | Caprichosos de Bento Ribeiro | *                                      | 53     |
| 5    | Mocidade do Camaré           | Exaltação a Vila Isabel                | 49     |
| 6    | Unidos da Fazenda            | Carnavais dos Carnavais                | 46     |
| 7    | Mataram Meu Gato             | Vida e Glória de Ataulfo Alves         | 26     |
| 8    | Sufoco de Olaria             | *                                      | 0      |
| 9    | Suspiro da Cobra             | *                                      | 0      |
| 10   | Unidos de Barros Filho       | *                                      | 0      |
| 11   | Gigantes de Bonsucesso       | *                                      | 0      |
| 12   | Baixada do Sapo              | *                                      | 0      |

### Grupo 5
Bafo do Leão foi o campeão. Todos os blocos foram promovidos ao quarto grupo.
| Legenda: Promovidos ao Grupo 4 |

| Col. | Bloco                       | Enredo                           | Pontos |
| ---- | --------------------------- | -------------------------------- | ------ |
| 1    | Bafo do Leão                | Imortal Ataulfo                  | 60     |
| 2    | Imperial de Lucas           | Exaltação a Noel Rosa            | 58     |
| 3    | Unidos de São Brás          | Brasil, País Tropical            | 48     |
| 4    | Samba Como Pode             | Zumbi, Rei dos Palmares          | 45     |
| 5    | Mocidade Peteca da Paraná   | Baianas e Malandros              | 43     |
| 6    | Mocidade do Lins            | Inspiração num Ídolo Negro       | 43     |
| 7    | Carinhoso de Vigário Geral  | Carnaval, Alegria do Povo        | 39     |
| 8    | Mocidade                    | Crenças e Crendices              | 33     |
| 9    | Imperadores do Samba        | Dalva de Oliveira, Rainha da Voz | 32     |
| 10   | Carinhoso de Maria da Graça | Carlos Gomes e Suas Óperas       | 30     |

## Frevos carnavalescos
O desfile dos clubes de frevo foi realizado a partir das 19 horas e 15 minutos da terça-feira, dia 26 de fevereiro de 1974, na Avenida Presidente Antônio Carlos. As apresentações estavam marcadas para a noite anterior. A demora na duração dos desfiles dos grandes blocos na segunda-feira, fez com que o desfile dos frevos fosse remanejado para a noite seguinte. Por causa da mudança, os músicos contratados para trabalhar no dia anterior não compareceram ao desfile, e os clubes desfilaram ao som de um LP emprestado por uma rádio. O Misto Toureiros não se apresentou.
Classificação
Lenhadores foi o campeão desfilando com o enredo "Jangadas ao Mar".
| Col. | Frevo                         | Pontos |
| ---- | ----------------------------- | ------ |
| 1    | Lenhadores                    | 36     |
| 2    | Vassoruinhas                  | 35     |
| 3    | Pás Douradas                  | 28     |
| 4    | Batutas da Cidade Maravilhosa | 28     |

## Ranchos carnavalescos
O desfile dos ranchos foi realizado na noite da segunda-feira, dia 25 de fevereiro de 1974, na Avenida Presidente Antônio Carlos. Marcado para as 21 horas, o desfile teve início somente às 23 horas e 45 minutos, se estendendo até as 3 horas do dia seguinte.
| Ordem dos desfiles |
| 1. União dos Caçadores 2. Recreio da Saúde 3. Parasitas de Ramos 4. Decididos de Quintino 5. Azulões da Torre 6. Aliados de Quintino |

### Comissão julgadora
A comissão julgadora foi formada por Hélio Bentes Batista; Enilda da Silva Matta; Maria Helena da Costa; Gilda Barbosa; Maria de Lourdes Ribeiro Ramos, Ilona (Maria das Dores Soares) e Sebastiana Arruda.

### Classificação
Decididos de Quintino foi o campeão do concurso.
| Col. | Rancho                | Pontos |
| ---- | --------------------- | ------ |
| 1    | Decididos de Quintino | 63     |
| 2    | Parasitas de Ramos    | 58     |
| 3    | Aliados de Quintino   | 51     |
| 4    | Recreio da Saúde      | 46     |
| 5    | União dos Caçadores   | 45     |
| 6    | Azulões da Torre      | 44     |

## Sociedades carnavalescas
O desfile das grandes sociedades foi realizado a partir da noite da terça-feira de carnaval, dia 26 de fevereiro de 1974, na Avenida Presidente Antônio Carlos. Marcado para as 20 horas, o desfile iniciou com mais de uma hora de atraso.
| Ordem dos desfiles |
| 1. Turunas de Monte Alegre 2. Clube dos Independentes 3. Clube dos Cariocas 4. Embaixada do Sossego 5. Tenentes do Diabo 6. Pierrôs da Caverna 7. Clube dos Embaixadores 8. Fenianos |

### Classificação
Tenentes do Diabo foi o campeão com um desfile em homenagem à Mãe Menininha do Gantois. Campeão do ano anterior, o Clube dos Democráticos não desfilou alegando que a verba pública destinada às sociedades seria insuficiente para realizar a apresentação. Cada sociedade recebeu 44 mil cruzeiros de subvenção.
| Col. | Sociedade               | Pontos |
| ---- | ----------------------- | ------ |
| 1    | Tenentes do Diabo       | 50     |
| 2    | Embaixada do Sossego    | 47     |
| 3    | Clube dos Embaixadores  | 44     |
| 4    | Fenianos                | 44     |
| 5    | Pierrôs da Caverna      | 43     |
| 6    | Clube dos Independentes | 41     |
| 7    | Turunas de Monte Alegre | 37     |
| 8    | Clube dos Cariocas      | 34     |

## Desfile da Vitória
O Desfile da Vitória foi realizado a partir da noite do sábado, dia 2 de março de 1974, na Avenida Rio Branco. Marcado para as 21 horas, o evento teve início às 22 horas e 15 minutos. Participaram do desfile as três escolas de samba campeãs e o bloco campeão do Grupo 1. Campeão do Grupo 2, o bloco Bafo do Bode estava escalado para desfilar, mas não compareceu ao evento.
| Ordem dos desfiles                                                                                   |
| 1. Vai Se Quiser 2. Unidos de Padre Miguel 3. União da Ilha do Governador 4. Acadêmicos do Salgueiro |